# Чад на літніх Олімпійських іграх 2020
Чад на літніх Олімпійських іграх 2020 представляли три спортсмени в трьох видах спорту.